# Рогозьниця-Кольонія
Рогозьниця-Кольонія (пол. Rogoźnica-Kolonia) — село в Польщі, у гміні Мєндзижець-Підляський Більського повіту Люблінського воєводства.
Населення — 126 осіб (2011).
У 1975-1998 роках село належало до Білопідляського воєводства.

## Демографія
Демографічна структура станом на 31 березня 2011 року:
|          | Загалом | Допрацездатний вік | Працездатний вік | Постпрацездатний вік |
| -------- | ------- | ------------------ | ---------------- | -------------------- |
| Чоловіки | 64      | 16                 | 44               | 4                    |
| Жінки    | 62      | 20                 | 30               | 12                   |
| Разом    | 126     | 36                 | 74               | 16                   |